# Cenzura Wikipedie

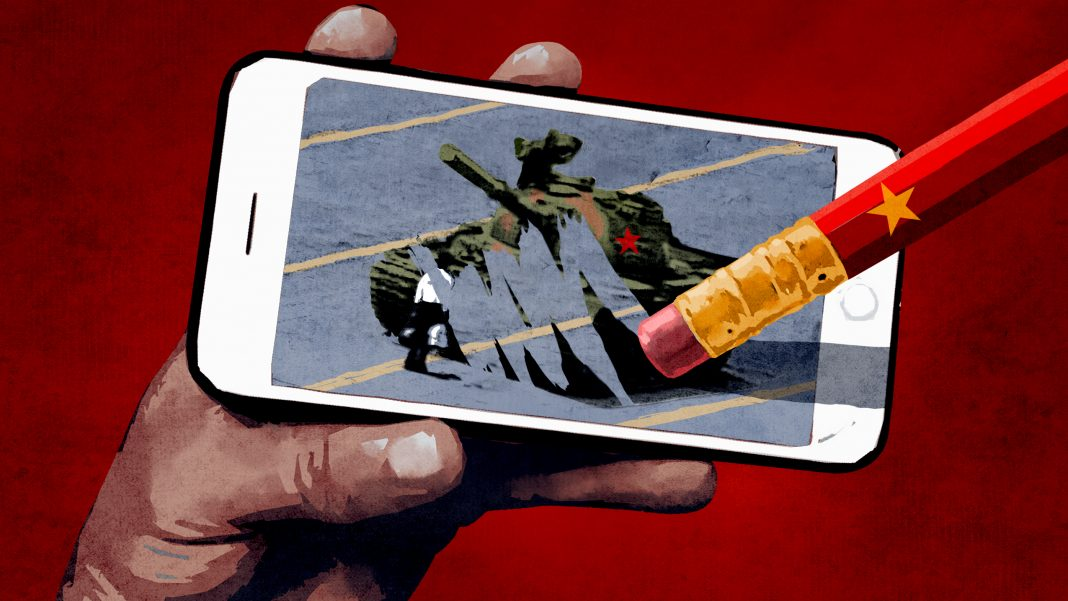

Cenzura Wikipedie a jiných projektů nadace Wikimedia vládami se ve velké míře objevuje v zemích, jako jsou (ale nejen v nich) Čína, Írán, Myanmar, Pákistán, Rusko, Saúdská Arábie, Sýrie, Tunisko, Turecko, Uzbekistán a Venezuela. Některé případy jsou případy všeobecné cenzury internetu, která zahrnuje i cenzuru Wikipedie. Jiné ukazují na opatření, která mají zabránit sledování určitého obsahu považovaného za urážlivý. Délka trvání různých blokování se pohybuje od několika hodin až po roky.
Když Wikipedie přešla na protokol HTTP, vlády byly schopny zablokovat konkrétní články. V roce 2011 však začala Wikipedie fungovat také na HTTPS a v roce 2015 přešla výhradně na HTTPS. Od té doby jsou jediné možnosti cenzury blokování konkrétních jazykových mutací Wikipedie nebo perzekvování wikipedistů. V důsledku této změny některé země od zákazů upustily a jiné je rozšířily na celou stránku.

## Rozsáhlá cenzura Wikipedie

### Typy cenzury

#### Úplné blokování (jedné nebo všech mutací)
Některé státy pokračují v dlouhodobém blokování Wikipedie (např. ČLR). Ostatní země užívají úplné blokování na kratší období, ať už celé měsíce (např. Sýrie) nebo jenom pár hodin (např. Pákistán).

#### Blokování konkrétních typů článku
Hodně států blokuje řadu článků, hlavně na citlivá témata, jako jsou myšlenky zastávané politickou opoziční stranou, například myšlenky týkající se aktuálních událostí (např. Rusko) nebo myšlenky, které jsou proti náboženské tradici režimu (např. Írán).

#### Perzekvování wikipedistů
Tyto perzekuce míří na wikipedisty, kteří publikují informace, které vláda (např. Saúdské Arábie) chce cenzurovat, což vede k autocenzuře.

#### Perzekvování čtenářů
Od roku 2015, kdy Wikipedie přešla na protokol HTTPS, není známo téměř žádné hlášení o masovém vládním sledování používání Wikipedie. Některé vlády a společnosti však do zařízení uživatelů nainstalovaly špionážní aplikace pro hromadné sledování, které mohou zjišťovat používání softwaru VPN a zaznamenávat navštívené adresy URL. To lze hypoteticky využít ke sledování procházení Wikipedie. Právní kodex může lidi odradit od přístupu na stránky kvůli hrozbě pokuty, vězení, ztráty zaměstnání nebo fyzické újmy.[zdroj?]

### Podle států
| Stát            | Období                                                                    | Současná situace | Dříve blokován obsah | Úpravy PČ podle států | Perzekvování wikipedistů | Detaily                  |
| --------------- | ------------------------------------------------------------------------- | ---------------- | -------------------- | --------------------- | ------------------------ | ------------------------ |
| Bělorusko       | 11. března 2022, 7. dubna 2022                                            | Žádná blokace    |                      |                       | Ano                      |                          |
| Čína            | 2004, 2005–2008, 2015–současnost (https), duben 2019–současnost (úplně)   | Úplná blokace    | Ano                  | Ano                   | Ano                      | Všechny mutace           |
| Írán            | 2005–2008 (částečně), 2005–2008 (Wikizprávy)                              | Částečná blokace | Ano                  |                       |                          | Stovky článků            |
| Severní Korea   |                                                                           | Úplná blokace    |                      |                       |                          |                          |
| Myanmar (Barma) | 15. února 2021 – současnost                                               | Úplná blokace    | Ano                  |                       |                          | Všechny mutace           |
| Pákistán        | 31. března 2006, několik dní v květnu 2010, 3. února 2023 – 6. února 2023 | Žádná blokace    | Ano                  |                       |                          | Některé i všechny mutace |
| Rusko           | 10. léta 21. století – současnost                                         | Částečná blokace | Ano                  | Ano                   | Ano                      | Konkrétní články         |
| Saúdská Arábie  | 0. léta 21. století – současnost                                          | Částečná blokace | Ano                  | Ano                   | Ano                      | Konkrétní články         |
| Sýrie           | 30. dubna 2008 - 13. února 2009                                           | Žádná blokace    | Ano                  |                       | Ano                      | Arabská                  |
| Tunisko         | 23.–27. listopadu 2006                                                    | Žádná blokace    | Ano                  |                       |                          | Všechny mutace           |
| Turecko         | 2014–2015 (částečné), duben 2017 – leden 2020 (úplně)                     | Žádná blokace    | Ano                  |                       |                          | Všechny mutace           |
| Uzbekistán      | 2007, 2008, 2012                                                          | Žádná blokace    | Ano                  |                       |                          | Všechny mutace           |
| Venezuela       | 12.–18. ledna 2019                                                        | Žádná blokace    | Ano                  |                       |                          | Všechny mutace           |